# شهر دقیانوس (مجموعه تلویزیونی)
مجموعه تلویزیونی شهر دقیانوس ساخته مهرداد خوشبخت در سال ۱۳۹۰ از شبکه یک پخش می‌شد.

## خلاصه داستان
منوچهر جیرفتی در خانه پسر کوچک خود «سهیل» فوت می‌کند. او وصیت کرده که جنازه‌اش را در قبرستان خانوادگی واقع در باغی در شهر جیرفت به خاک بسپارند. سهیل مأمور بردن جنازه پدر به جیرفت می‌شود. در پی حفر در باغ تعدادی اشیاء تاریخی از زیر خاک بیرون می‌افتد.

## بازیگران
- سام درخشانی
- عاطفه نوری
- ساغر عزیزی
- محمد ربانی‌پور
- مژگان ترانه
- کامران تفتی
- نگار فروزنده
- کرامت رودساز
- محمود پاک‌نیت
- انوشیروان ارجمند
- سیاوش طهمورث
- محمد مطیع
- محمد صادقی
- حسن جوهرچی
- پوریا محمودی
- عباس شهریاری
- محمد احمد یوسفی
- فردین محمودی
- کیکاووس یاکیده

## عوامل
- تهیه‌کننده: ناصر عنصری
- نویسندگان: «محمدرضا هاشمیان» و «بیژن میرباقری»